# Jan Piróg (poseł)
Jan Piróg (ur. 15 września 1894 w Borowej pow. Pilzno, zm. 26 maja 1982 w Dębicy) – rolnik, działacz samorządowy, członek PSL „Piast”, poseł na Sejm III kadencji (1930–1935).

## Życiorys
Urodził się w rodzinie Franciszka i Marii z domu Pleban. Ukończył szkołę powszechną w Czarnej. Od 1905 wyjechał z ojcem do USA, gdzie ukończył szkołę handlową, po ukończeniu szkoły robotnik w fabryce. Po powrocie do kraju w roku 1922 właściciel 10-hektarowego gospodarstwa w Borowej. Od 1922 działacz Polskiego Stronnictwa Ludowego „Piast”, jednocześnie prezes Zarządu Powiatowego Małopolskiego Związku Młodzieży przy Małopolskim Towarzystwie Rolniczym w Ropczycach. W latach 1930–1935 poseł na Sejm RP z ramienia PSL „Piast”. Od 1931 członek Stronnictwa Ludowego, od maja 1933 do grudnia 1935 członek  Rady Naczelnej SL z okręgu tarnowskiego. 13 marca 1934 wydany, pozbawiony immunitetu przez Sejm na wniosek prokuratora władzom sądowym z powodu organizowania wystąpień chłopskich na terenie pow. ropczyckiego latem 1933, wykluczony z SL przez NKW z powodu nieobecności na posiedzeniu Sejmu podczas głosowania nad konstytucją kwietniową 1935. Bliski współpracownik Wincentego Witosa.
Po wydaleniu z SL wycofał się z aktywnej działalności politycznej. W 1937 sprzedał gospodarstwo, zbudował młyn w Czarnej Tarnowskiej. W 1954 młyn został upaństwowiony. Zmarł 26 maja 1982 w Dębicy.